# Клеандров, Михаил Иванович
Михаил Иванович Клеандров (род. 14 августа 1946, Ташкент) — судья Конституционного суда Российской Федерации в отставке, заслуженный юрист РФ (1996), заслуженный деятель науки РФ (2011), доктор юридических наук, профессор, член-корреспондент РАН (1997). Член научно-редакционного совета и редколлегии «Большой Тюменской энциклопедии» (2004 год).

## Биография
Родился в семье экономиста. Окончил Таджикский государственный университет в 1970 году по специальности «Правоведение».
С 1961 по 1989 год работал в Душанбе:
- 1961—1962 — фрезеровщик мехмастерских Геологоуправления
- 1962—1964 — фрезеровщик завода «Торгмаш»
- 1964—1967 — инспектор детской комнаты Министерства охраны общественного порядка Таджикской ССР
- 1967—1972 — юрисконсульт, старший юрисконсульт Таджикпотребсоюза
- 1972—1973 — проходил срочную службу в Советской Армии
- 1973—1977 — начальник юридического отдела Таджикпотребсоюза, в 1976 году защитил кандидатскую диссертацию «Правовая организация потребительской кооперации в СССР».
- 1977—1980 — госарбитр Госарбитража Таджикской ССР
- 1980—1989 — старший, главный научный сотрудник Института истории АН Таджикской ССР. В 1986 году защитил докторскую диссертацию «Разрешение хозяйственных споров в агропромышленных и территориально-производственных комплексах».

С 1989 по 1993 год — заведующий кафедрой Тюменского государственного университета.
С 1993 по 1995 год — судья Экономического суда СНГ.
С 1995 по 2003 год — председатель Арбитражного суда Тюменской области.
Назначен судьёй Конституционного суда РФ 12 февраля 2003 года. С 1 сентября 2016 года — судья Конституционного суда РФ в отставке.
C 2016 года — главный научный сотрудник отдела сравнительного правоведения Российского государственного университета правосудия.
Сын Иван (род. 1979) — судья, кандидат юридических наук.

## Основные работы
- О выборе юристом темы диссертационного исследования (Тюмень, 2002);
- Судебные системы государств — участников СНГ: законодательное обеспечение (2002);
- Кандидатская диссертация юриста: первые шаги исследователя, выбор и разработка темы (М., 2003; 3-е изд. 2007);
- Статус судьи. Правовой и смежные компоненты (2008);
- Институт юридической службы в предпринимательстве (2013).

## Награды и премии
- Орден «За заслуги перед Отечеством» IV степени (4 июля 2016)[7]
- Орден Дружбы (21 сентября 2003)[8]
- Заслуженный юрист Российской Федерации[9]
- Заслуженный деятель науки Российской Федерации[10]
- Почётный работник охраны правопорядка Тюменской области (2006)
- Медаль «За выдающиеся успехи» (2005) Тюменского государственного университета
- Международная премия им. Гуго Гроция в области международного права (1998) — за обоснование предложения о создании Суда по правам человека в пространстве СНГ